# 狼雅外喜義
狼雅 外喜義（ろうが ときよし、1999年3月2日 - ）は、ロシア連邦トゥヴァ共和国クズル出身で（国籍はモンゴル）、二子山部屋所属の現役大相撲力士。本名はアマルトゥブシン・アマルサナー。身長184.0cm、体重160.0kg、血液型はAB型。最高位は東前頭8枚目（2024年11月場所-2025年1月場所）。

## 来歴
ロシア連邦構成国のひとつであるトゥヴァ共和国の首都クズルで生まれ、14歳まで同地で過ごした。ロシアに住んでいた頃は複数のスポーツを経験したが、レスリングや柔道の大会では優勝を経験しており、当時の夢はレスリングでオリンピックに出場することと、ロシアで警察官になることだったという。
14歳の時に父親の住むモンゴルへ移住。移住に際し、父親の希望で自身の国籍をモンゴルに変更している。モンゴル移住後もレスリングの練習を続けていたが、ウランバートルの街中に掲げられていた少年相撲大会・白鵬杯の看板を見た父親から同大会への出場を勧められ、団体戦大将として出場した2014年2月の第4回白鵬杯では団体2位に入賞した。翌2015年2月の第5回白鵬杯も出場し、中学生の部で個人8位に入賞している。この白鵬杯での好成績が日本の鳥取城北高等学校関係者の目に留まって勧誘を受けたため、日本語の習得や日本文化の勉強も兼ねて2015年4月から鳥取城北高校へ相撲留学。入学当初の体重は約80kgだったが1年で30kg以上増量し、3年次の高校総体では個人戦決勝で日体大柏高校3年（当時）のスガラグチャー・ビャンバスレン（現・豊昇龍）に勝利して外国人で初めて高校横綱のタイトルを獲得した。
高校卒業後の進路については、入学当初はロシアかモンゴルの大学へ進学する意向を持っていたが、高校相撲で実績を残したことでプロの世界へ気持ちが移ったため、大相撲の二子山部屋へ入門した。入門先は鳥取城北高校長兼相撲部総監督の石浦外喜義が選んだ。2018年4月から二子山部屋で研修を受けて同年9月の新弟子検査に合格し、興行ビザの取得を待って翌11月場所で初土俵を踏んだ。四股名の由来はモンゴルの象徴である「狼」と師匠の四股名の「雅」から来ている。
番付に初めて名前が載った2019年1月場所は7戦全勝で序ノ口優勝。翌3月場所は序二段へ上がって、大関経験者（のち第73代横綱）で鳥取城北高校の先輩でもある照ノ富士との優勝決定戦を制して序二段優勝。続く5月場所では三段目に昇進して1番目の相撲でプロ初黒星を喫したが5勝2敗とし、7月場所で幕下に昇進。2020年3月場所では東幕下8枚目まで番付を上げたが、この場所は2勝5敗と入門以来初めての負け越しに終わった。翌7月場所でも2勝5敗に終わったが、続く9月場所を西幕下30枚目で6勝1敗として11月場所で西幕下12枚目まで番付を戻すと、この場所も6勝1敗の好成績を残して2021年1月場所では十両目前の西幕下2枚目まで番付を上げており、これ以降は幕下15枚目以内の番付を維持していた。2022年1月場所で3勝4敗と負け越したが、続く同年3月場所では6勝1敗の好成績、その後5月場所から3場所連続4勝3敗と勝ち越し、9月28日に開催された番付編成会議にて、11月場所で新十両に昇進することが発表された。二子山部屋からは現二子山親方が創設してから初。ロシア出身力士としては史上5人目。トゥヴァ共和国からは初となる。新十両昇進会見では「何度も決めるチャンスはあったが自分が弱かった。決まってうれしいです」と語り、師匠の二子山は「幕下上位できつい土俵が続いた中で、ようやく上がった」と安堵した様子を見せた。
西十両13枚目で迎えた新十両の11月場所は、初日に同じく新十両の對馬洋に敗れたものの、2日目に豪ノ山に勝利し十両初白星を挙げるとそこから4連勝、6日目から4連敗し一旦黒星が先行するが、10日目から2度目の4連勝で13日目に勝ち越しを決め、千秋楽は優勝争いをしていた剣翔に勝利し9勝6敗で終えた。
2023年11月場所で新入幕。しかし、新入幕の場所では5勝10敗と負け越し1場所で十両陥落となったが、翌場所で9勝6敗と勝ち越した。

## 人物
- 父親がブリヤート人で母親はロシア人[2]。狼雅自身はモンゴル在住時に国籍をモンゴルに変えているが[3]、大相撲入門当初にモンゴル・ウランバートル出身として扱われた際には「ボクはロシア人なんです。だから急にモンゴル人と言われるとちょっと…」[7]と困惑する様子を見せていた[7]。その後、2020年1月場所から出身地をロシアに変更している[12]。
- 母親が教員で祖母が中学校の校長という教員一家の生まれで、しかも母親は中学生時代のクラス担任であったことから、幼少期は勉学に関して特に厳しく教育を受けていたという[2]。
- 協会公式プロフィールによると、好きなYouTuberは優里、あめんぼぷらす。趣味は手芸、釣り。好きなアーティストは10-FEET、川崎鷹也[13]。
- 2024年8月24日放送分の『熱狂マニアさん!』では部屋が肉のハナマサで買い出しし、絶品ちゃんこが作られる様子が放送されたが、狼雅は激しい稽古の後には食欲が湧かずちゃんこが入らなくて辛いとこぼしていた。

## 主な成績

### 通算成績
2025年7月場所終了時点
- 通算成績：227勝170敗12休（40場所）
- 幕内成績：59勝64敗12休（9場所）

### 各段優勝
- 序二段優勝：1回（2019年3月場所）
- 序ノ口優勝：1回（2019年1月場所）

### 場所別成績
| | 一月場所 初場所（東京） | 三月場所 春場所（大阪） | 五月場所 夏場所（東京） | 七月場所 名古屋場所（愛知） | 九月場所 秋場所（東京） | 十一月場所 九州場所（福岡） |
| --- | ----------------------- | ----------------------- | ----------------------- | --------------------------- | ----------------------- | --------------------------- |
| 2018年 （平成30年） | x                       | x                       | x                       | x                           | x                       | （前相撲）                  |
| 2019年 （平成31年 /令和元年） | 東序ノ口23枚目 優勝 7–0 | 西序二段15枚目 優勝 7–0 | 西三段目22枚目 5–2      | 西幕下57枚目 5–2            | 西幕下43枚目 5–2        | 東幕下28枚目 5–2            |
| 2020年 （令和2年） | 東幕下17枚目 5–2        | 東幕下8枚目 2–5         | 感染症拡大 により中止   | 西幕下16枚目 2–5            | 西幕下30枚目 6–1        | 西幕下12枚目 6–1            |
| 2021年 （令和3年） | 西幕下2枚目 3–4         | 東幕下6枚目 4–3         | 東幕下3枚目 2–5         | 西幕下10枚目 4–3            | 西幕下6枚目 3–4         | 東幕下13枚目 5–2            |
| 2022年 （令和4年） | 東幕下7枚目 3–4         | 東幕下12枚目 6–1        | 東幕下4枚目 4–3         | 東幕下2枚目 4–3             | 西幕下筆頭 4–3          | 西十両13枚目 9–6            |
| 2023年 （令和5年） | 東十両9枚目 9–6         | 東十両5枚目 8–7         | 西十両4枚目 9–6         | 東十両2枚目 8–7             | 東十両筆頭 8–7          | 東前頭16枚目 5–10           |
| 2024年 （令和6年） | 東十両3枚目 9–6         | 西前頭15枚目 7–8        | 西前頭15枚目 7–8        | 西前頭15枚目 9–6            | 西前頭10枚目 8–7        | 東前頭8枚目 7–8             |
| 2025年 （令和7年） | 東前頭8枚目 0–3–12      | 東十両3枚目 11–4        | 西前頭14枚目 9–6        | 西前頭10枚目 7–8            | x                       | x                           |
| 各欄の数字は、「勝ち-負け-休場」を示す。 優勝 引退 休場 十両 幕下 三賞：敢=敢闘賞、殊=殊勲賞、技=技能賞 その他：★=金星 番付階級：幕内 - 十両 - 幕下 - 三段目 - 序二段 - 序ノ口 幕内序列：横綱 - 大関 - 関脇 - 小結 - 前頭（「#数字」は各位内の序列） |                         |                         |                         |                             |                         |                             |

## 合い口
2025年7月場所終了現在
（以下は最高位が横綱・大関の現役力士）
- 元大関・髙安には1勝3敗。
- 元大関・正代には3敗。
- 元大関・御嶽海には1勝3敗。

| 力士名   | 勝数 | 負数 | 力士名   | 勝数 | 負数 | 力士名 | 勝数 | 負数 | 力士名   | 勝数 | 負数 |
| -------- | ---- | ---- | -------- | ---- | ---- | ------ | ---- | ---- | -------- | ---- | ---- |
| 朝紅龍   | 1    | 1    | 熱海富士 | 1    | 1    | 一山本 | 3    | 3    | 遠藤     | 3    | 2    |
| 欧勝馬   | 0    | 3    | 阿武剋   | 2    | 1    | 王鵬   | 0    | 1    | 輝       | 0    | 2    |
| 嘉陽     | 0    | 1    | 北の若   | 1    | 2    | 金峰山 | 1    | 0    | 豪ノ山   | 0    | 3    |
| 琴勝峰   | 2    | 1    | 佐田の海 | 1    | 3    | 正代   | 0    | 3    | 湘南乃海 | 1    | 1    |
| 大奄美   | 1    | 0    | 隆の勝   | 1    | 2    | 髙安   | 1    | 3    | 宝富士   | 2    | 2    |
| 尊富士   | 1    | 1    | 玉正鳳   | 1    | 0    | 玉鷲   | 2    | 0    | 美ノ海   | 2    | 3    |
| 千代翔馬 | 1    | 1(1) | 剣翔     | 2    | 0    | 東白龍 | 1    | 0    | 時疾風   | 2    | 2    |
| 栃大海   | 1    | 0    | 翔猿     | 1    | 1    | 友風   | 1    | 1    | 錦木     | 3    | 0    |
| 錦富士   | 2    | 3    | 英乃海   | 1    | 0    | 平戸海 | 0    | 2    | 武将山   | 0    | 1    |
| 北青鵬   | 0    | 1    | 北勝富士 | 2    | 2    | 御嶽海 | 1    | 3    | 水戸龍   | 1    | 0    |
| 翠富士   | 2    | 1    | 妙義龍   | 2    | 0    | 明生   | 0    | 1    | 竜電     | 5    | 1    |
| 若隆景   | 0    | 1    |          |      |      |        |      |      |          |      |      |

## 改名歴
- 狼雅 力（ろうが ちから）2018年11月場所 - 2022年1月場所
- 狼雅 外喜義（- ときよし）2022年3月場所 -